# 吉田博 (中国武術)
吉田 博（よしだ ひろし、1970年 - 2021年6月22日）は、日本の中国武術家。

## 経歴
- 1970年 兵庫県生まれ。
- 1991年〜2012年 東京を中心に各地で指導。
- 京都中国武術協会 代表。
- (社)日本武術太極拳連盟 公認指導員。
- 元 NPO法人東京太極拳協会武術隊技術委員長。
- 全日本武術選手権大会 長拳優勝3回、刀術優勝5回、棍術優勝3回。
- 全日本武術競技大会 長拳3種総合優勝2回、準優勝2回。
- アジア大会 第12回 広島アジア大会(1994年)（英語: Wushu at the 1994 Asian Games） 長拳3種総合 銅メダル。
- 第13回 バンコクアジア大会(1998年) 長拳3種総合4位入賞。
- 東アジア大会 第1回上海東アジア大会(1993年) 長拳3種総合5位。
- 第2回釜山東アジア大会(1997年) 長拳3種総合4位。
- 国際大会 第2回マレーシア武術世界選手権大会(1993年) 長拳4位、刀術4位、棍術3位。
- 第1回北京国際武術競技大会(1994年) 刀術優勝、棍術優勝、長拳2位。
- 第3回アメリカ武術世界選手権大会(1995年) 棍術優勝、刀術2位、長拳3位。
- 青島国際武術大会(1998年) 刀術優勝 他。
- その他 イタリア ミラノ・スカラ座2001、2004本公演 “トゥーランドット”出演。
- 台湾連続ドラマ　2000年出演　他。